# 福島交通二本松営業所
福島交通二本松営業所（ふくしまこうつうにほんまつえいぎょうしょ）とは、福島県二本松市上竹に設置されている福島交通バス営業所である。二本松市・福島市地区の路線バスを担当している。最寄バス停留所は「二本松営業所」である。

## 現行路線
※奥岳、あだたら高原・箕輪スキー場、二本松市の菊人形展などの季節・臨時運行便の掲載は割愛

### 伏拝・医大・金谷川経由二本松線
- 1-1：若宮二丁目 -（←二本松駅前←）- 二本松駅入口[1] - 本町 - 安達高校 - 根崎 - 安達駅入口 - 古天神 - 松川町 - 福島大学 - 医科大学 - 医大病院 - 蓬莱学習センター - 桜台入口 - 伏拝 - 信夫橋 - 福島駅東口

### 伏拝・蓬莱・医大・美郷経由松川線
- 1-7：古天神 - 松川町 - 美郷四丁目 - 医大病院 - 蓬莱学習センター - 桜台入口 - 伏拝 - 信夫橋 - 福島駅東口

### JICA・NTC経由奥岳線
- 3-2：奥岳 - JICA・NTC - 営林署 - 岳温泉 - 立石 - 毘沙門堂 - 永田 - 岳下住民センター - 若宮二丁目 - 二本松駅前 - 本町[2]

2019年10月1日新設

### 岳温泉経由JICA・NTC線
- 3-2：JICA・NTC - 営林署 - 岳温泉 - 立石 - 毘沙門堂 - 永田 - 岳下住民センター - 若宮二丁目 - 二本松駅前 - 本町[2]

### 岳温泉線
- 3-1：岳温泉 - 立石 - 毘沙門堂 - 永田 - 岳下住民センター - 若宮二丁目 - 二本松駅前 - 本町[2]

### 原瀬経由岳温泉線
- 2-2：岳温泉 - 立石 - 毘沙門堂 - 原瀬住民会館 - 高越 - 二本松駅前 - 本町 - 二本松営業所[4]

### 学校経由塩沢温泉線
- 5-1：塩沢温泉 - 道谷坂 - サファリパーク - 鉄扇橋 - 塩沢学校 - 銀杏木 - 安達高校 - 本町 -  二本松駅入口 -（→二本松駅前→）- 若宮二丁目 - 二本松市役所[5][6]

### 学校経由鉄扇橋線
- 5-1：鉄扇橋 - （→上原→） - 銀杏木 - 安達高校 - 本町 - 二本松駅入口 -（→二本松駅前→）- 若宮二丁目 - 二本松市役所[7]

### 小浜線
- 4-1：岩代支所 - 小浜 - 樋の口 - 愛宕山下 - 木の崎 - 高田橋 - 二本松営業所 - 本町 - 二本松駅入口 -（→二本松駅前→）- 若宮二丁目
- 4-1：田沢 - 岩代支所 - 小浜 - 樋の口 - 愛宕山下 - 木の崎 - 高田橋 - 二本松営業所 - 本町 - 二本松駅入口 -（→二本松駅前→）- 若宮二丁目

2011年2月1日より、下記の大平経由小浜線と共に、岩代支所 - 小浜間が延長された。田沢発着は、平日・月 - 金の1日1往復運行
かつては小浜から先、本宮駅まで走っていたが、2009年に廃止になった。

### 大平経由小浜線
- 4-2：岩代支所 - 小浜 - 樋の口 - 安達東高校 - 下長折 - 浅川 - 大平農協 - 木の崎 - 高田橋 - 二本松営業所 - 本町 - 二本松駅入口 -（→二本松駅前→）- 若宮二丁目

### 針道経由東和小学校線
- 4-3：東和小学校 - 東和支所 - 針道 - 競石 - 太田若宮 - 楽内 - 下長折 - 浅川 - 安達ヶ原 - 根崎 - 安達高校 - 本町 - 二本松駅入口 -（→二本松駅前→）- 若宮二丁目
- 道の駅東和 - 東和小学校 - 東和支所 - 針道 - 競石 - 太田若宮 - 楽内 - 下長折 - 浅川 - 安達ヶ原 - 根崎 - 安達高校 - 本町 - 二本松駅入口 -（→二本松駅前→）- 若宮二丁目
かつては針道経由下田線として落合 - 東和小学校 - 若宮二丁目間の運行と太田若宮 - 若宮二丁目間の区間便があったが、2010年4月1日の改正により短縮・廃止された。道の駅東和発着は、平日・月 - 金の1日1往復の運行[9]

### 鈴石線
- 4-1：大久保 - 鈴石神社 - 石井住民センター - 赤石沢 - 高田橋 - 二本松営業所 - 本町 - 二本松駅入口 -（→二本松駅前→）- 若宮二丁目[10]

## 廃止撤退した路線
小浜経由本宮線
- 本宮駅 - 荒町 - 本宮高校 - 白沢村役場 - 征矢田 - 上花畑 - 小浜 - 樋の口 - 愛宕山下 - 木の崎 - 高田橋 - 二本松営業所 - 本町 - 二本松駅入口 -（→二本松駅前→）- 若宮二丁目
- 本宮駅 → 荒町 → 本宮高校
2009年4月のダイヤ改正で廃止

新船橋経由木幡線
- 才の神 - 学校前 - 坂の下 - 桶沢 - 陣馬 - 安達駅 - 根崎 - 安達高校 - 本町 - 二本松駅入口 -（→二本松駅前→）- 若宮二丁目 - 二本松市役所
2010年4月に廃止

上川崎線
- 大中地 - 桶沢 - 陣馬 - 安達駅 - 根崎 - 安達高校 - 本町 - 二本松駅入口 -（→二本松駅前→）- 若宮二丁目 - 二本松市役所
2010年4月に廃止

金山経由戸沢線
- 美女木 - 稲荷下 - 下田 - 上寺入口 - 楽内 - 下長折 - 浅川 - 安達ヶ原 - 根崎 - 安達高校 - 本町 - 二本松駅入口 -（→二本松駅前→）- 若宮二丁目
2010年4月1日に廃止

津島線
- 津島公民館 - 赤羽根 - 呼石 - 和田 - 神田橋 - 搦手 - 六角 - 十文字 - 滝の橋 - 小浜 - 樋の口 - 愛宕山下 - 木の崎 - 高田橋 - 本町 - 二本松駅入口 -（→二本松駅前→）- 若宮二丁目[11][12][13]
- 和田 - 神田橋 - 搦手 - 六角 - 十文字 - 滝の橋 - 小浜 - 樋の口 - 愛宕山下 - 木の崎 - 高田橋 - 本町 - 二本松駅入口 -（→二本松駅前→）- 若宮二丁

2011年2月1日に廃止
広瀬経由杉沢線
- 馬船 - 杉沢大杉 - 七色石 - 六角 - 柿平 - 太田公民館 - 滝の橋 - 小浜 - 樋の口 - 愛宕山下 - 木の崎 - 高田橋 - 二本松営業所 - 本町 - 二本松駅入口 -（→二本松駅前→）- 若宮二丁目[14]
2011年2月1日廃止

初森線
- 川前 - 初森 - 正切 - 上花畑 - 小浜 - 樋の口 - 愛宕山下 - 木の崎 - 高田橋 - 二本松営業所 - 本町 - 二本松駅入口 -（→二本松駅前→）- 若宮二丁目
2011年2月1日廃止

## 二本松営業所附近の主な施設など
- 国道4号（二本松バイパス）
- 国道459号
- 冠木ミニインター（二本松バイパスと国道459号との交点）
- 福島県道62号原町二本松線
- 福島県道354号安達太良山線
- 福島県道355号須賀川二本松線
- 阿武隈川
  - 安達ヶ橋（阿武隈川を渡る県道62号の橋）
  - 高田橋（阿武隈川を渡る国道459号の橋）
- 六角川 (福島県)
- 福島県立二本松工業高等学校
- 文化センター
- 二本松市民会館
- 二本松亀谷郵便局
- 二本松税務署
- 二本松駅

## 参考資料
- 福島交通バス時刻表二本松管内
- 運賃表（販売用）
- バス路線案内県北版
  - いずれも2014年4月現在

- 福島交通バス時刻表二本松管内
  - 2017年4月現在